# Isegrim (Film)
Isegrim (Verweistitel: Der Waldhüter) ist ein sowjetisches Filmdrama des Regisseurs Roman Balajan, das 1978 in der Sowjetunion produziert wurde. Der Film wurde 1978 im Rahmen der Berlinale in Berlin gezeigt. Er enthält ungewöhnlich wenig Dialoge.

## Handlung
Die Hauptfigur ist ein wortkarger Waldhüter, der für seinen adeligen Herren den Wald vor Holzdiebstahl und Wilderei durch die arme Landbevölkerung schützt. Er lebt selbst ebenfalls am Existenzminimum in einer Hütte im Wald. Seine Frau hat ihn verlassen. So muss er allein für seine zwei kleinen Kinder sorgen.

## Hintergrund
Der Film basiert auf der Erzählung Birjuk aus der Sammlung Aufzeichnungen eines Jägers von Iwan Sergejewitsch Turgenew. Er wurde von den Dowschenko Film Studios produziert. Die deutsche TV-Erstausstrahlung fand am 26. Juli 1979 im 2. Programm des Fernsehens der DDR statt (dort unter dem Titel Isegrim) und am 27. September 1985 auf ARD.

## Kritik
Das Lexikon des internationalen Films urteilt, Der Waldhüter sei ein „handwerklich versierter, atmosphärisch stimmiger Erstlingsspielfilm“.